# Газопереробні заводи родовища Ахваз
Газопереробні заводи родовища Ахваз — складові частини облаштування супергігантського нафтового родовища, розташованого в іранській провінції Хузестан.

## Загальний опис
У 1958-му стартувала розробка найбільшого іранського родовища Ахваз, при цьому перші півтора десятиліття вели видобуток лише з резервуару Асмарі, для роботи з яким спорудили п'ять установок підготовки нафти. Одночасно з головною продукцією тут продукувались великі обсяги попутного газу, котрий до середини 1970-х практично не використовували. Тим часом наприкінці 1960-х на сусідніх супергігантських родовищах Ага-Джарі та Марун запустили газопереробні заводи, що вилучали суміш зріджених вуглеводневих газів фракції С3+ та спрямовували її на установку фракціонування в Бендер-Махшахрі.
Нарешті 1974 року на родовищі Ахвазі в районі Кріт став до ладу завод NGL-600, котрий міг приймати 14,2 млн м3 на добу, з яких отримував 8,7 тисячі барелів ЗВГ та 13,6 млн м3 «легкого» (переважно метан-етанова фракція) газу. Попутний газ для нього постачали зазначені вище п'ять установок резервуару Асмарі, оскільки три установки резервуару Бангестан (введений в розробку 1972-го) продукували газ із доволі високим вмістом сірководню. Вилучені ЗВГ спрямовували на фракціонування, а «легкий» газ передавався на газопереробний завод Бід-Боланд, де проходив інші стадії підготовки, необхідні для подачі в газотранспортну систему країни.
На початку 1970-х в Ірані узялись за проєкт створення нафтохімічного майданчику (наразі належить компанії Bender Imam Petrochemical), у складі якого перебачили власний газопереробний комплекс здатний вилучати етан. Для його живлення в районі Кріт почали спорудження ще двох заводів NGL-700 та NGL-800, котрі стали до ладу в 1992 та 1989 роках відповідно (нафтохімічний комплекс почав роботу в 1990-му). За проєктом вони можуть приймати за добу 10,7 млн м3 газу, багатого на гомологи метану, а також 37 тисяч барелів рідких вуглеводнів, та продукувати 4,5 млн м3 «легкого» газу і 124 тисячі барелів зріджених вуглеводневих газів (ЗВГ).
У 2005-му облаштували додаткове джерело сировини для заводів NGL-700 та NGL-800. Для цього ввели в дію установку проєкту AMAK (Associated Gas Gathering Plan, План збору асоційованого газу), розраховану на первісну підготовку  попутного газу із резервуару Бангестан родовищ Ахваз, Марун, Мансурі, Ааб-Теймур та Коупал. Для подачі цього ресурсу на AMAK облаштували 7 компресорних станцій (з них 3 на Ахвазі) та проклали 280 км трубопроводів. Установка здатна щодобово приймати 6,6 млн м3 газу із вмістом сірководню 2,5 % та очищати його від цієї шкідливої домішки, після чого підготований ресурс передається для вилучення гомологів метану на NGL-700 та NGL-800, де з нього можна отримати 27,8 тис. барелів ЗВГ та 5,1 млн м3 «легкого» газу на добу. Водночас AMAK не забезпечує очистку всього отриманого газу та продукує щодобово 0,5 млн м3 із високим вмістом сірководню. Як наслідок, в 2017-му завершили другу фазу проєкту, за якою спорудили трубопровід довжиною 96 км та діаметром 300 мм до розташованого в індустріальній зоні Бендер-Імам виробничого майданчику компанії Razi Petrochemical (її газопереробний завод спорудили з розрахунку на переробку газу із вмістом сірководню 25 %).
У 2000-х роках в Бендер-Імамі запустили ще одне піролізне виробництво компанії Marun Petrochemical, у комплексі з яким у районі Кріт ввели в дію ще один завод з вилучення фракції С2+. Сировиною для останнього є «легкий» газ цілого ряду газопереробних заводів, зокрема NGL-600, NGL-700 та NGL-800.